# Korbschlitten von Monte

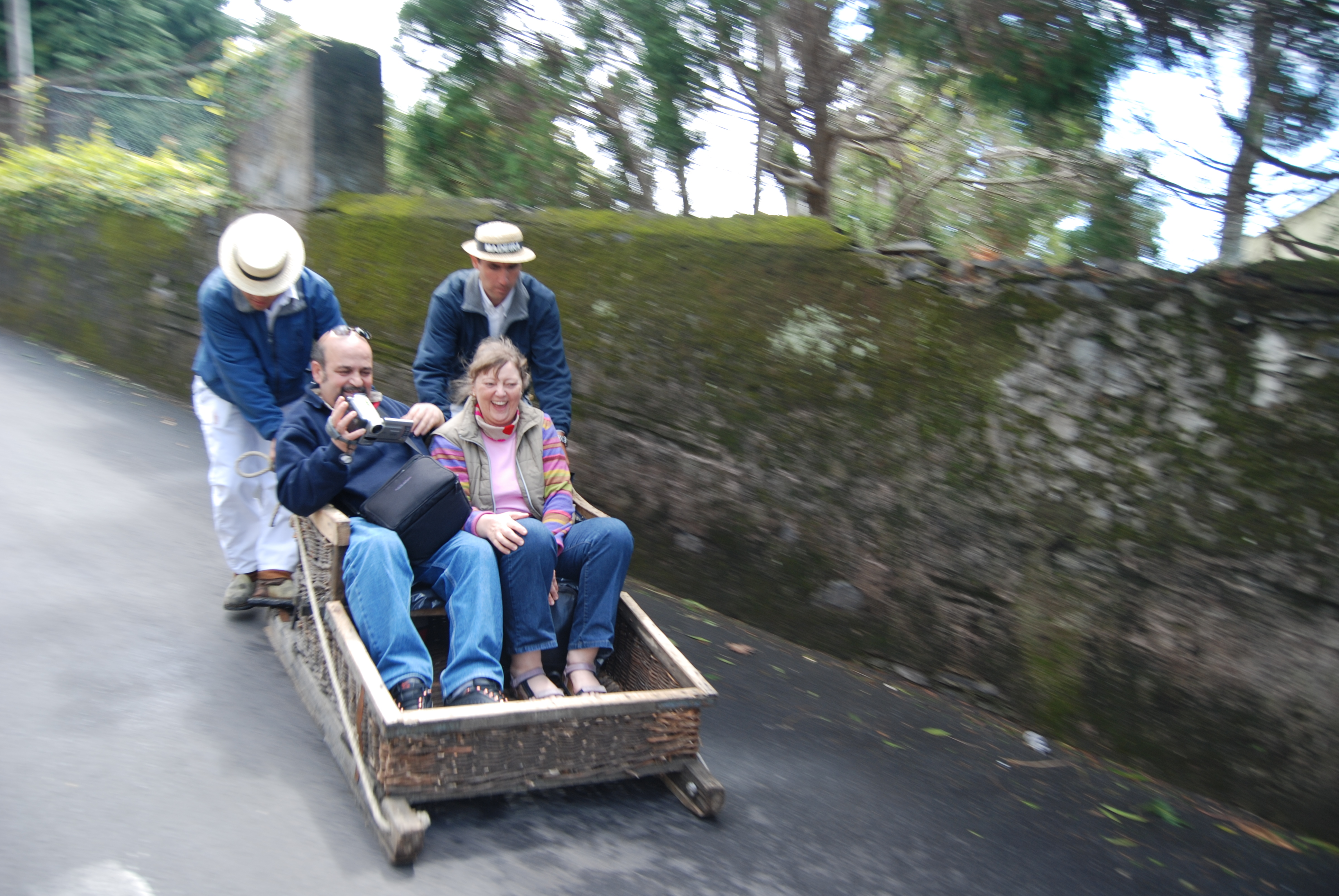
Korbschlitten von Monte

Die Korbschlitten von Monte (portugiesisch: Carro de cesto do Monte) sind ein Transportmittel vom Bergort Monte nach Funchal, der Hauptstadt von Madeira. Auf Kufen ist ein Korb mit Sitzplätzen für zwei Personen montiert, der durch zwei Wagenlenker talabwärts gesteuert wird. Sie sind seit dem späten 19. Jahrhundert eine Touristenattraktion.

## Geschichte
Die Korbschlitten sollen in der Mitte des 19. Jahrhunderts aus der Not heraus geboren sein, um einen Kranken aus dem auf 500 Meter Höhe liegenden Ort zum Arzt nach Funchal zu transportieren. Erste schriftliche Zeugnisse über Korbschlitten stammen aus der Zeit um 1849/50. Bis dahin wurden sie von Reisenden, die Madeira im ersten Viertel des 19. Jahrhunderts besuchten, nicht erwähnt. Die Einwohner von Monte nutzten den Korbschlitten anschließend weiter, um schnell nach Funchal zu gelangen. Sie gelten als ein frühes öffentliches Verkehrsmittel der Insel.
Die Schlitten entwickelten sich zu einer Touristenattraktion: Von Monte – früher zunächst Rückzugsort für wohlhabende Familien aus Funchal und Kurort des europäischen Adels, später auch touristisches Ziel mit der Wallfahrtskirche Nossa Senhora do Monte und Botanischen Garten, beginnt die Strecke an der Bergstation kurz unterhalb der Monte-Kirche. Die Fahrten mit dem Schlitten führen auf einer asphaltierten Straße – stellenweise parallel zur Strecke der früheren Zahnradbahn Caminho de Ferro do Monte – über zwei Kilometer zum oberen Stadtrand von Funchal mit der Talstation in Livramento. Dabei erreichen die Schlitten eine Geschwindigkeit von bis zu 38 Stundenkilometern bzw. nach anderen Angaben von bis zu 48 Stundenkilometern. Die Fahrt dauert ca. 10 Minuten.
Gesteuert werden die ungelenkten und ungebremsten Schlitten immer von zwei – traditionell in Weiß und mit Strohhut gekleideten – Schlittenlenkern, den Carreiros. Sie lenken und bremsen den Schlitten mit ihren Stiefeln, die eigens gummibesohlt sind. Mussten die Schlittenlenker früher ihre Schlitten noch auf dem Rücken den Berg hinauftragen, übernimmt dies heute ein Kleinlaster für die Schlitten und ein Kleinbus für die Schlittenlenker. Die Herstellung der Korbschlitten erfolgt vor Ort durch Handwerker in traditioneller Handarbeit.

## Galerie

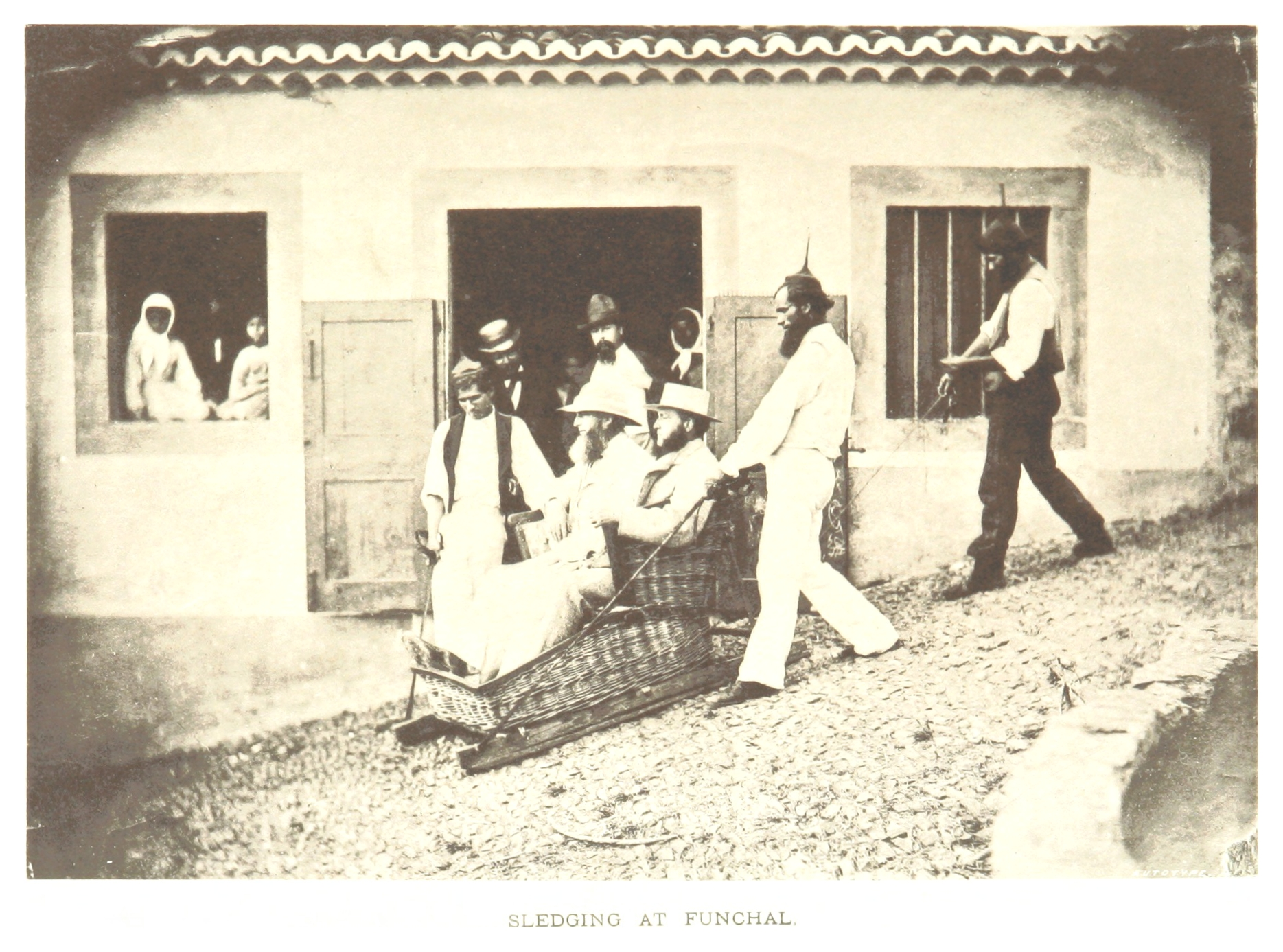
Korbschlitten, Aufnahme von 1882
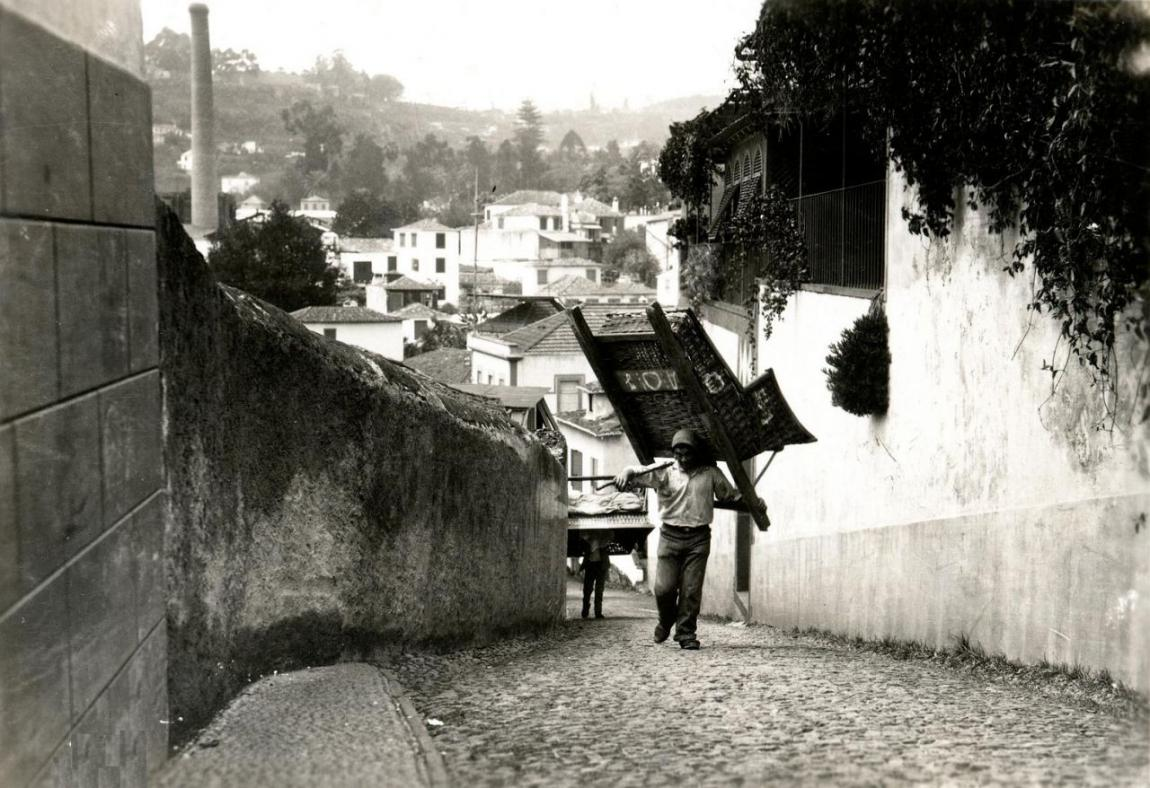
Carreiro trägt Schlitten bergauf, ca. 1930
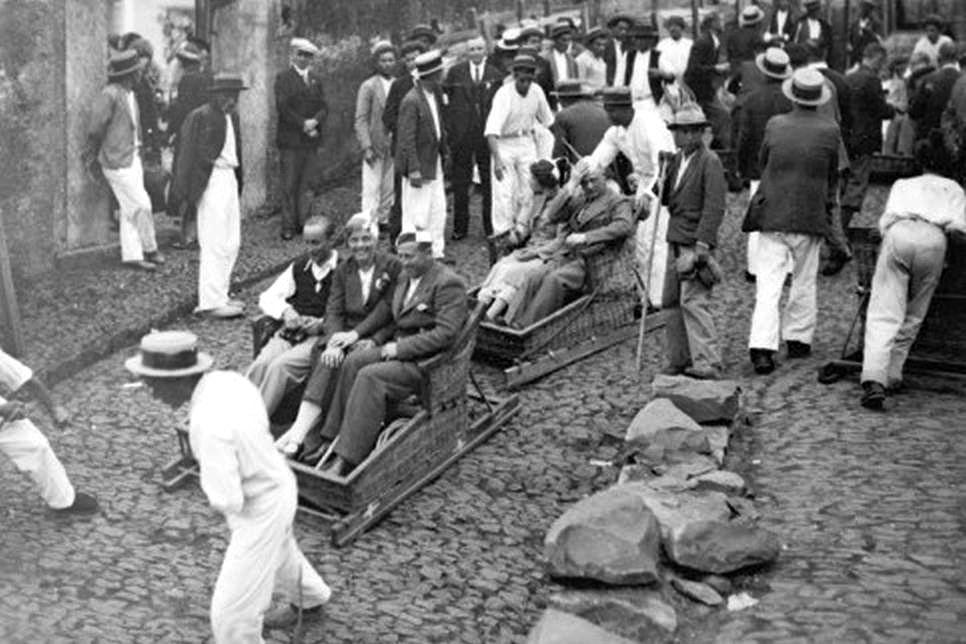
Bergstation Monte, ca. 1935
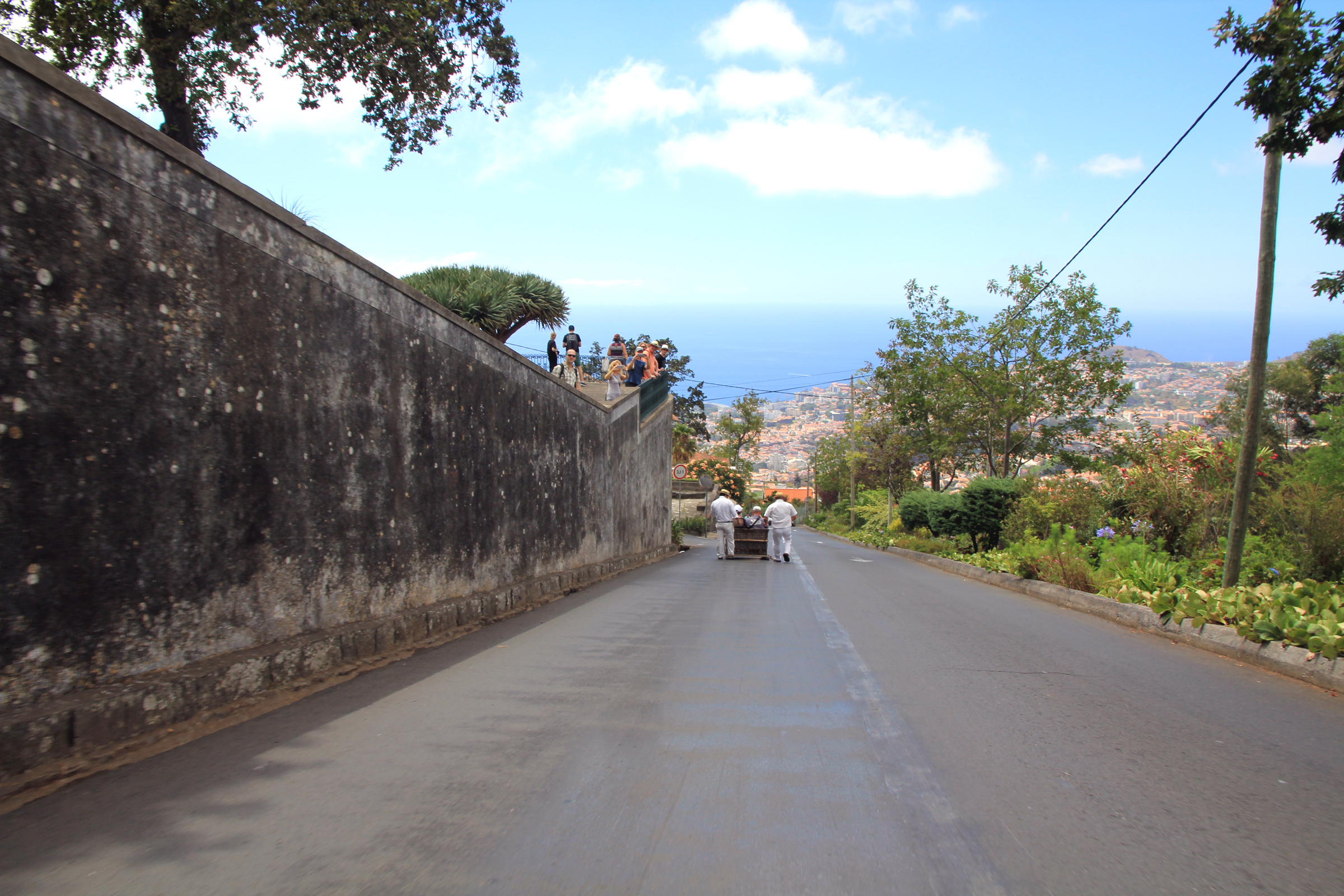
Schlitten auf Talfahrt mit Blick auf Funchal und die Bucht
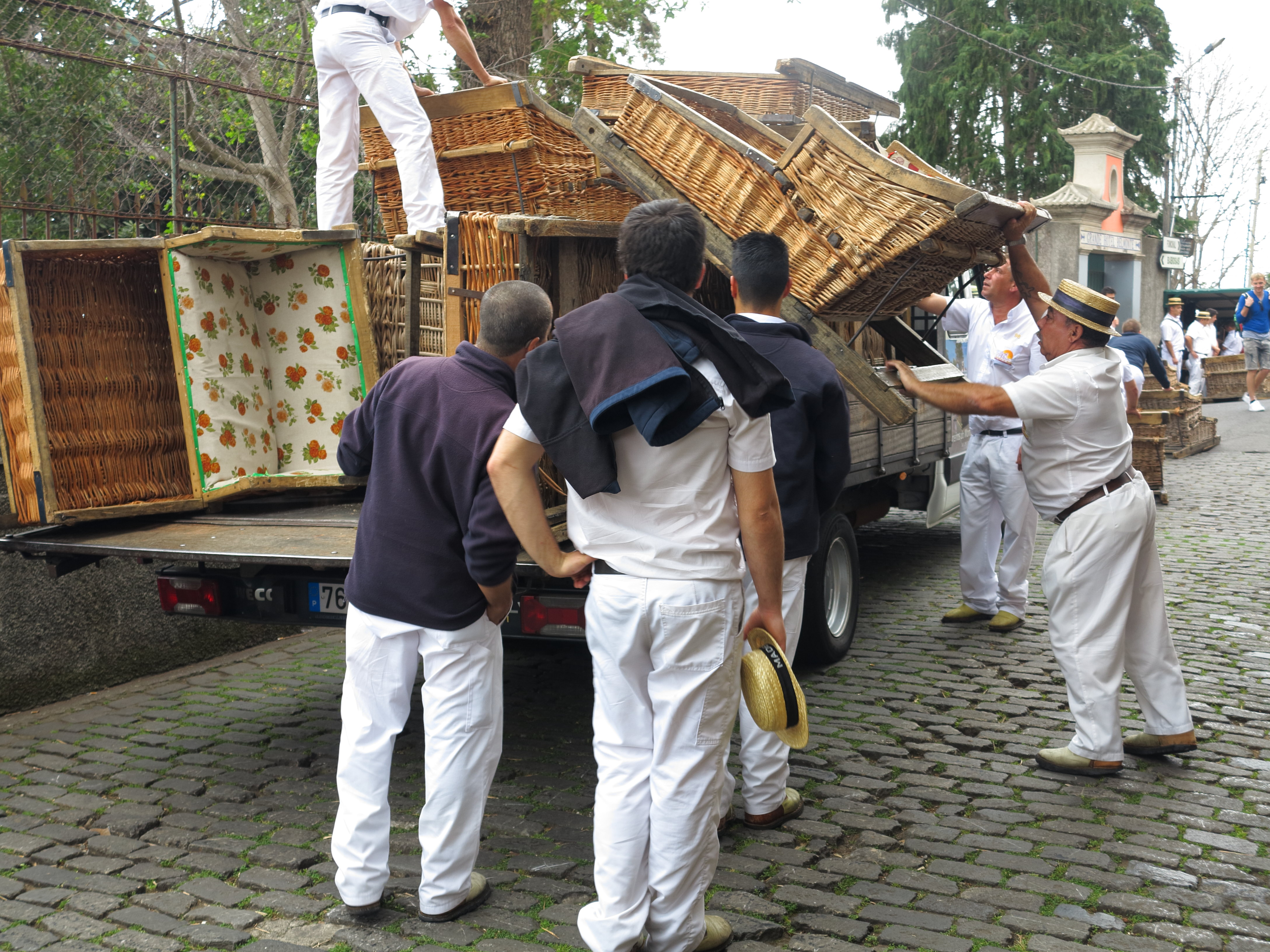
Abladen der Schlitten an der Bergstation